# Радикальная революция (1893)
Радикальная революция 1893 года (исп. Revolución radical de 1893) — два военно-гражданских восстания под руководством Гражданского радикального союза против консервативного правительства Аргентины, находившегося у власти с 1880 года.

## Гражданский радикальный союз
В 1890 году бывший президент Аргентины Бартоломе Митре и юрист Леандро Н. Алем основали Гражданский союз, движение против истеблишмента, который спровоцировал Парковую революцию. Несмотря на провал восстания, заговорщикам удалось добиться отставки президента Мигеля Хуареса Сельмана, правительство которого находилось в центре многочисленных коррупционных скандалов. Вместо Хуареса Сельмана президентом был назначен его заместитель Карлос Пеллегрини.
В следующем году Митре баллотировался в президенты на выборах 1892 года, но после того, как он достиг избирательного соглашения с правящей Национальной автономистской партией (НАП), Алем решил покинуть Гражданский союз и основал Гражданский радикальный  союз (ГРС, исп. Unión Cívica Radical, UCR). 2 апреля 1892 года, всего за неделю до выборов, Пеллегрини объявил осадное положение и арестовал Алема и других лидеров оппозиции. В результате НАП удалось добиться уверенной победы своего кандидата Луиса Саенса Пенья. Как только радикальные лидеры были освобождены и столкнулись с доказательствами того, что национальное правительство снова будет использовать все имеющиеся в его распоряжении средства, чтобы помешать им получить доступ к власти посредством выборов, ГРС начала реорганизацию и подготовку к новому вооруженному восстанию. 

## Первое восстание
Воспользовавшись тем, что президент Саенс Пенья пригласил одного из руководителей Гражданского союза Аристобуло дель Валье стать членом правительства в качестве военного министра, и понадеявшись на его поддержку, лидеры ГРС 28 июля подняли восстание в провинции Сан-Луис. Революционеры быстро взяли ситуацию под свой контроль, вынудив губернатора уйти в отставку и провозгласив Теофило Саа главой временной хунты. Второе восстание вспыхнуло в провинции Санта-Фе 30 июля. После нескольких дней кровопролитных боев революционерам во главе с Лисандро де ла Торре удалось взять под свой контроль город Росарио. Восстание распространилось на столицу провинции Санта-Фе. Здесь повстанцы разгромили правительство провинции и 4 августа провозгласили радикала Мариано Кандиоти новым губернатором. Восстание в провинции Буэнос-Айрес, которое возглавил сам Иполито Иригойен, было самым масштабным и организованным. Оно началось одновременно в 82 городах на рассвете 30 июля. Радикальная армия насчитывала 8000 хорошо вооруженных людей, которыми первоначально командовал Марсело Т. де Альвеар, а затем полковник Мартин Иригойен, брат Иполито. Их штаб-квартира располагалась в Темперли, к югу от Буэнос-Айреса. Революция восторжествовала повсюду в провинции. 8 августа была завоевана столица, и временным губернатором был провозглашен Хуан Карлос Бельграно.
Дель Валье (при поддержке Иригойена) отказался свергнуть Саэнса Пенья в результате государственного переворота, к чему призывали Алем и большинство других радикальных лидеров. Он предложил план свободных выборов, который был одобрен Сенатом, но отклонен Палатой депутатов. В свою очередь, бывший президент Пеллегрини и Хулио Архентино Рока воспользовались возможностью, чтобы 11 августа пойти в конгресс и заручиться поддержкой для подавления восстаний в Буэнос-Айресе, Сан-Луисе и Санта-Фе, которыми управляли революционные правительства. 12 августа дель Валье ещё раз отказался возглавить государственный переворот, что предлагал Алем, и подал в отставку; его заменил Мануэль Кинтана.
25 августа Государственный комитет ГРС решил сложить оружие, и революция фактически остановилась.

## Второе восстание
14 августа 1893 года, через два дня после отставки Аристобуло дель Валье, в провинции Корриентес вспыхнуло восстание, в результате которого губернатор был свергнут. Алем, считая революцию далекой от поражения и предвидя неизбежное массовое восстание, решил начать его в Росарио. Иригойен, однако, считал, что это восстание не получит поддержки. Восстание под руководством Алема было непродуманным и плохо организованным. 7 сентября радикал Бельо поднял восстание в провинции Тукуман и образовал революционное правительство. 24 сентября Кандиоти вернулся в Санта-Фе во главе армии, состоящей из мятежных солдат и нерегулярных формирований. 
Правительство решило дать решительный ответ и направило мощную армию под командованием генерала Франсиско Боша и Пеллегрини, которая добилась капитуляции Кандиоти 25 сентября. Алем прибыл в Росарио в тот же день под бурные аплодисменты, и народное собрание провозгласило его президентом нации и сформировало 6-тысячную армию. 26 сентября поднял мятеж экипаж монитора «Лос-Андес», следовавшего из Тигре в Санта-Фе с грузом правительственных войск на борту. Затем корабль отправился в Росарио, и оружие было передано радикалам. 29 сентября недалеко от Эль-Эспинильо, в водах реки Парана к северу от Росарио, правительственные канонерка «Эспо́ра» и броненосец «Индепенде́нсия» вступили в бой с «Лос-Андесом» и вынудили его отступить в порт Росарио и сдаться там на следующее утро.
После того, как революция потерпела поражение по всей стране, войска национального правительства под командованием генерала Хулио А. Рока подошли к Росарио, и он пригрозил обстрелять город, если повстанцы не сдадутся. Алем бежал, а оставшиеся повстанцы сдались, фактически положив конец этой второй революции. Алем был схвачен 1 октября и заключен в тюрьму на шесть месяцев, а Иригойену пришлось бежать в Монтевидео.

## Результаты
Отношения между двумя великими деятелями ГРС, Алемом и Иригойеном, после провала революции стали очень натянутыми. Аристобуло дель Валье умер через несколько лет (29 января 1896 г.) от инсульта. 1 июля 1896 года Леандро Н. Алем, несмотря на то что в 1895 году стал депутатом конгресса, убитый горем и разочарованный поражениями и глубоким внутренним расколом, в который погрузился радикализм, покончил жизнь самоубийством.